# Becket-sor
A Becket-sor (fémek elektrokémiai feszültségsora) a fémek hidrogénhez viszonyított reakcióképességét mutatja. (Az elnevezés Nyikolaj Nyikolajevics Beketov nevéből származik.)
A sor: Li-K–Ba-Sr-Ca–Na-Mg–Be-Al-Mn–Zn-Cr–Fe-Cd-Co-Ni-Sn–Pb–H–Cu–Ag-Hg-Pt–Au
A Becket-sor elemei a reakcióképesség fokához képest vannak beosztva. A sor elején találhatók a közönséges fémek, amelyek könnyen oxidálódnak és képeznek kationokat. A sor elején a legerősebb redukálószerek vannak, végén a nemesfémek állnak, amelyek a természetben elemi állapotban is előfordulnak (főleg az arany).

## Reakcióképesség
- K, Na, Ca – reagálnak: vízzel, híg sósavval, kénsavval
- Mg, Al, Zn, Fe, Pb – nem lépnek reakcióba: vízzel, híg sósavval, kénsavval[vitatott]
- Cu, Hg, Ag, Au – nem reagálnak: vízzel, híg sósavval, kénsavval[vitatott]